# Karel Glogr
Karel Glogr (* 4. dubna 1958) je scénický a kostýmní výtvarník, architekt, pedagog DAMU.
Je absolventem katedry scénografie Divadelní fakulty Akademie múzických umění v Praze. Spolupracuje s většinou českých divadel a s divadly v Itálii, Chorvatsku, Slovensku, Slovinsku, Rusku a Německu. Vytvořil přes 300 výprav, z toho z velké části i s kostýmy. Od roku 1999 je pedagogem na katedře scénografie DAMU. Spolupracuje s televizí a realizuje v architektuře. V roce 1989 obdržel cenu Literárního fondu a v roce 1995 byl nominován na Cenu Alfréda Radoka za scénografii.